# Dieter Wasshausen
Dieter Wasshausen (Jena, 1938) is een Amerikaanse botanicus van Duitse afkomst.
In 1962 behaalde hij een BSc aan de George Washington University. In 1965 behaalde hij hier een MSc. In 1972 behaalde hij hier een Ph.D met het proefschrift Monograph of the genus Aphelandra (Acanthaceae).
Wasshausen is vanaf 1962 werkzaam bij de afdeling plantkunde van het National Museum of Natural History (Smithsonian Institution). Hij houdt zich bezig met onderzoek naar de systematiek van neotropische leden van de familie Acanthaceae. Hij richt zich op leden van deze plantenfamilie die voorkomen in Peru, Ecuador en Bolivia. Hij onderzoekt de palynologie en voortplantingsbiologie van tropische Acanthaceae-soorten. Daarnaast houdt hij zich bezig met de floristiek van de familie Begoniaceae in de Guyana's, Brazilië en Peru. Hij werkt onder meer samen met Thomas Daniel.
Wasshausen heeft veldonderzoek verricht in Texas, Puerto Rico, Dominica, Trinidad, Tobago, Brazilië, Peru, de Bahama's, Frans-Guyana, Queensland (Australië), Bolivia en Argentinië.
Samen met Werner Rauh ondernam hij twee tochten in Madagaskar om endemische planten te onderzoeken.
Wasshausen is (mede)auteur van meer dan 350 botanische namen van taxa uit de families Acanthaceae, Begoniaceae en Poaceae. Hij is (mede)auteur van artikelen in tijdschriften als Annals of the Missouri Botanical Garden, Brittonia, Kew Bulletin, Nordic Journal of Botany, Novon, Phytologia en Taxon. Hij werkt voor de Organization for Flora Neotropica.
In 1997 was Wasshausen voorzitter van de Botanical Society of Washington. Vernonia wasshausenii, Tibouchina wasshausenii en Vellozia wasshausenii zijn naar hem vernoemd. In 1979 kreeg hij de Willdenow-Medaille van de Botanischer Garten Berlin vanwege zijn hulp om het herbarium van de botanische tuin opnieuw op te bouwen na de Tweede Wereldoorlog.